# Dolmen des Petits Fradets

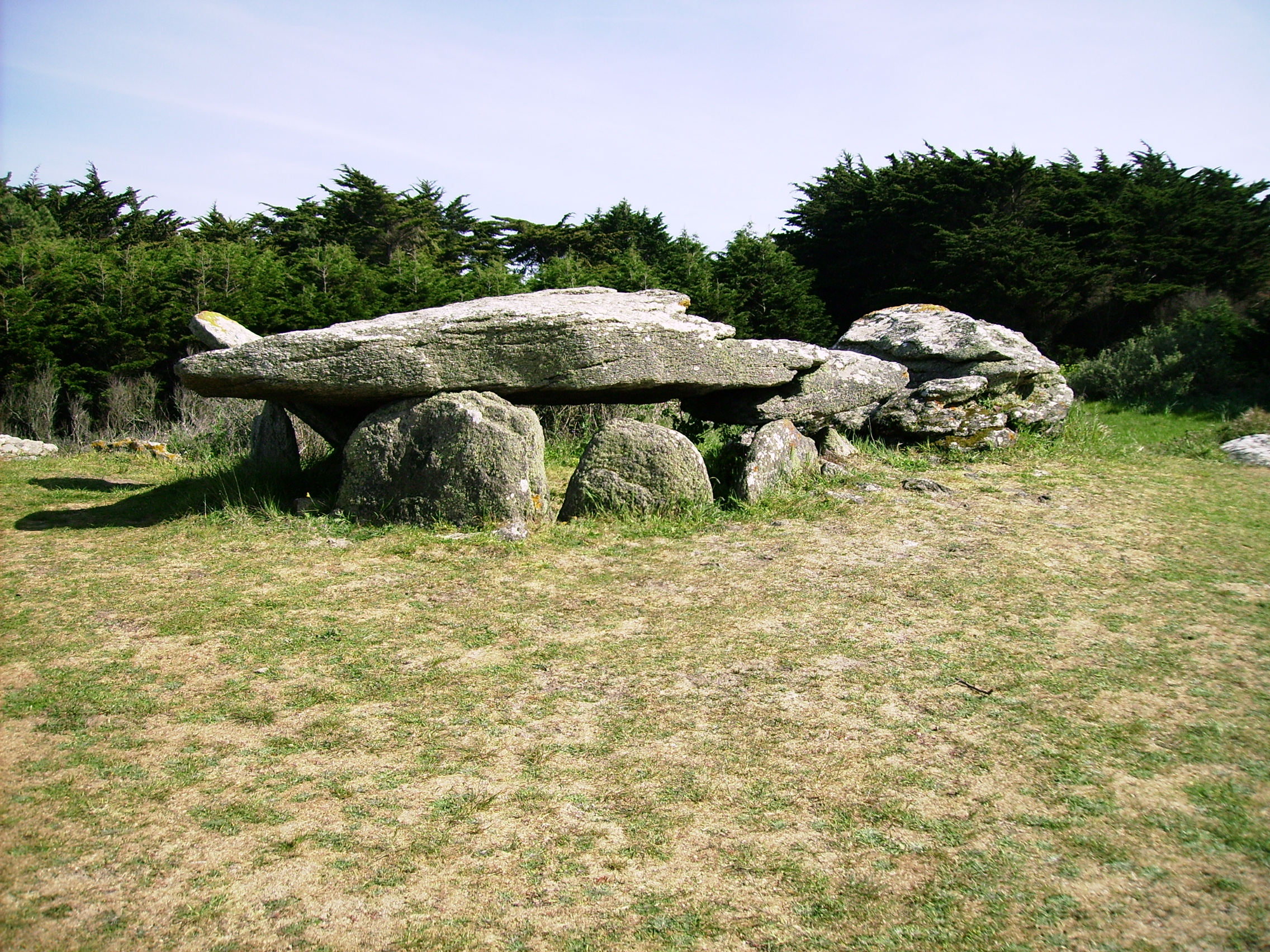
Dolmen des petits Fradets

Der einfache Dolmen (französisch Dolmen simple) Dolmen des Petits Fradets (auch Maison de la Gournaise genannt) liegt bei La Gournaise an der Straße „Route des Petits Frades“ und nahe der Dolmen de la Planche à Puare und der Allée couverte des Tabernaudes an der Nordküste der Île d’Yeu im Département Vendée in Frankreich. Dolmen ist in Frankreich der Oberbegriff für Megalithanlagen aller Art (siehe: Französische Nomenklatur).

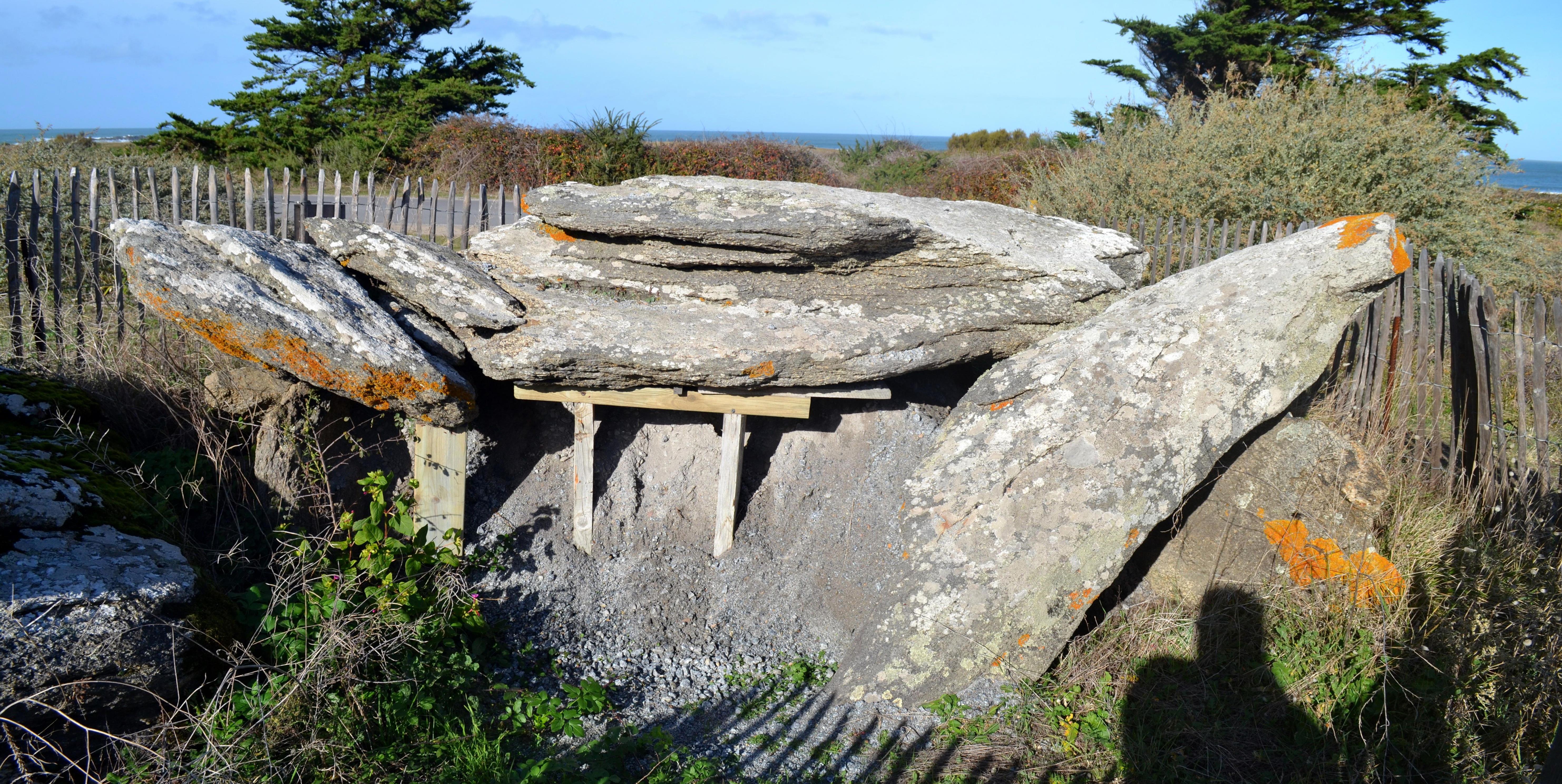
Aktueller Zustand von Petits Fradets

Der Dolmen wurde 1908 von Marcel Baudouin (1860–1941) ausgegraben, aber die Ergebnisse der Ausgrabungen wurden nicht veröffentlicht. Der Dolmen mit erhaltenen Teilen eines schräg angesetzten Ganges stammt aus der Jungsteinzeit (etwa 3000 v. Chr.). Erhalten ist der überlange durch Vandalismus zerbrochene Deckstein, der über einer Anzahl Tragsteine liegt. Der Name Fradets oder Fras bedeutet im lokalen Dialekt Kobold. Der Dolmen ist historisches Denkmal in der Liste von 1992.